# Футбол на Межсоюзнических играх
Футбол был одним из 19 видов спорта, входящих в программу Межсоюзнических игр 1919 года, проведенных среди стран — участниц Антанты и их союзников после окончания Первой мировой войны.
Футбольный турнир прошел с 24 по 29 июня в Париже на стадионе «Першинг».
Победителем турнира стала команда Чехословакии.

## Участники турнира
Согласно регламенту, в соревнованиях могли принимать участие спортсмены
- находящиеся на действительной военной службе в армиях стран-союзников
- находившиеся на военной службе в армиях стран-союзников во время Первой мировой войны

Этим критериям соответствовало значительное число футболистов самого высокого уровня, многие из которых являлись игроками национальных сборных.
Всего к участию в турнире были допущены футболисты 8 стран
- Чехословакия — была представлена фактически национальной сборной (на базе клуба «Спарта» Прага). Практически в этом же составе в следующем году команда вышла в финал Олимпийских игр.
- Франция — девять футболистов из этой команды выступали за национальную сборную, а пятеро — на ближайшей Олимпиаде.
- Бельгия — в составе команды выступали пять будущих олимпийских чемпионов, а также несколько других игроков национальной сборной.
- Италия — в составе команды было пятеро участников предстоящей Олимпиады. Практически все остальные футболисты в разное время выступали в национальной сборной.
- Канада — сборная Канадского экспедиционного корпуса в Европе. В его составе, помимо ряда ведущих канадских футболистов,  выступали и несколько бывших британских игроков, эмигрировавших в Канаду (один из которых в свое время был даже обладателем Кубка Англии[4]).
- США — сборная экспедиционного корпуса США в Европе (сформирована после проведения соответствующего чемпионата корпуса)[5][6].
- Румыния — была представлена сборной Бухареста — фактически национальной сборной, проводившей свои первые международные матчи (неофициальные)[7].
- Греция — была представлена фактически национальной сборной[8].

## Регламент
Команды были разделены на две подгруппы, в рамках которых проводили матчи по круговой системе. Победители групп встречались в финале, где определяли победителя турнира в соответствии с критериями кубковых матчей (в случае ничьей в основное время назначалось дополнительное время в 2 тайма по 15 минут, которое, при необходимости, продолжалось до забитого гола).
Стыковые матчи команд из разных подгрупп за прочие места не предусматривались.

## Ход турнира

### Группа «А»
Фавориты группы — сборные Франции и Италии — уверенно победили своих менее искушенных оппонентов. Заключительный матч за первое место проходил в упорной и жесткой борьбе при некотором преимуществе итальянцев. Французы сумели во втором тайме провести два безответных гола; хорошая игра защиты и вратаря Шеригеса помогли удержать счет. После этой игры целый ряд французских футболистов выбыл из строя и в финале пришлось осуществить пять замен.
| 24 июня | Франция                        | 4:0 | Румыния | Париж                                               |
| | - П.Николя - М.Гастиже - Ренье |     |         | Стадион: «Першинг» Зрителей: 10 000 Судья: Дж.Мауро |
| Франция: Шеригес - Гамблен, Матье - Югу, л'Эрмитт, Гравелин - Лесюр, Поулан, П.Николя, Ренье, М.Гастиже Румыния: Радулеску - Давила, Савулеску, Флориан, Никулеску, Тикляну, Георгеску, Хиллард ... |                                |     |         |                                                     |

| 25 июня | Италия                                     | 9:0 | Греция | Париж              |
| | - Сарди - Л.Чевенини - А.Сантамария - Асти |     |        | Стадион: «Першинг» |
| Италия: Терци - Карпа, Де Веччи - Ара, Дж.Пароди, Каркано - Л.Чевенини, Сарди, А.Сантамария, Асти, Рампини |                                            |     |        |                    |

| 26 июня | Италия              | 7:1 | Румыния | Париж              |
|         | - Л.Чевенини - Аэби |     | - Марес | Стадион: «Першинг» |

| 26 июня                                                                                            | Франция                                       | 11:0 | Греция | Париж              |
| | - П.Николя - Ренье - Дюбли - Дарже - л'Эрмитт |      |        | Стадион: «Першинг» |
| Франция: Шеригес - Гамблен, Матье - Югу, л'Эрмитт, Гравелин - Лесюр, Дарже, П.Николя, Ренье, Дюбли |                                               |      |        |                    |

| 28 июня | Греция | 3:2 | Румыния | Париж              |
|         |        |     |         | Стадион: «Першинг» |

| 28 июня                                                                                            | Франция                     | 2:0 | Италия | Париж              |
| | - Гамблен (пен.) - П.Николя |     |        | Стадион: «Першинг» |
| Франция: Шеригес - Гамблен, Матье - Югу, л'Эрмитт, Гравелин - Лесюр, Дарже, П.Николя, Ренье, Дюбли |                             |     |        |                    |

| № | Команды | 1    | 2   | 3    | 4   | В | Н | П | М      | О     |
| - | ------- | ---- | --- | ---- | --- | - | - | - | ------ | ----- |
| 1 | Франция |      | 2:0 | 11:0 | 4:0 | 3 | 0 | 0 | 17 — 0 | 1.000 |
| 2 | Италия  | 0:2  |     | 9:0  | 7:1 | 2 | 0 | 1 | 16 — 3 | 0.666 |
| 3 | Греция  | 0:11 | 0:9 |      | 3:2 | 1 | 0 | 2 | 3 — 22 | 0.333 |
| 4 | Румыния | 0:4  | 1:7 | 2:3  |     | 0 | 0 | 3 | 3 — 14 | 0.000 |

### Группа «Б»
Судьба первого места решилась в первом же матче: в своеобразной «репетиции» будущего олимпийского финала футболисты Чехословакии уверенно взяли верх над бельгийцами (4:1). В другом матче Канада вела в матче с США со счетом 4:1, но, как указала газета «Le Liberte»: "... с этого момента начался дождь из штрафных и пенальти, фиксируемых американским арбитром матча в пользу своих соотечественников". В результате победу праздновала команда США — 5:4. В дальнейших матчах фавориты достаточно уверенно обыграли представителей Америки; лишь канадцы в последнем матче оказали достойное сопротивление сборной Чехословакии.
| 24 июня                                                                                            | Чехословакия                              | 4:1 | Бельгия        | Париж                                              |
| | - Седлачек 24′ 77′ - Ваник 31′ - Янда 46′ |     | - 4:1′ Фламинк | Стадион: «Першинг» Зрителей: 20 000 Судья: МкКензи |
| Чехословакия: Пейр - А.Гойер, Поспишил - Лоос, Фивебр, Кадя - Седлачек, Янда, Пилат, Ваник, Прошек |                                           |     |                |                                                    |

| 25 июня | США | 5:4 | Канада | Париж                             |
|         |     |     |        | Стадион: «Першинг» Судья: МкКензи |

| 26 июня | Бельгия | 5:2 | Канада | Париж              |
|         |         |     |        | Стадион: «Першинг» |

| 26 июня                                                                                            | Чехословакия                               | 8:2 | США | Париж              |
| | - Янда - Пилат - Ваник - Седлачек - Прошек |     |     | Стадион: «Першинг» |
| Чехословакия: Пейр - А.Гойер, Поспишил - Лоос, Фивебр, Кадя - Седлачек, Янда, Пилат, Ваник, Прошек |                                            |     |     |                    |

| 28 июня | Бельгия | 7:0 | США | Париж              |
|         |         |     |     | Стадион: «Першинг» |

| 28 июня                                                                                              | Чехословакия                        | 3:2 | Канада | Париж                                              |
| | - Ваник (1:0)′ (3:2)′ - Янда (2:0)′ |     |        | Стадион: «Першинг» Зрителей: 25 000 Судья: МкКензи |
| Чехословакия: Клапка - Штайнер, Поспишил - Лоос, Фивебр, Кадя - Седлачек, Янда, Пилат, Ваник, Прошек |                                     |     |        |                                                    |

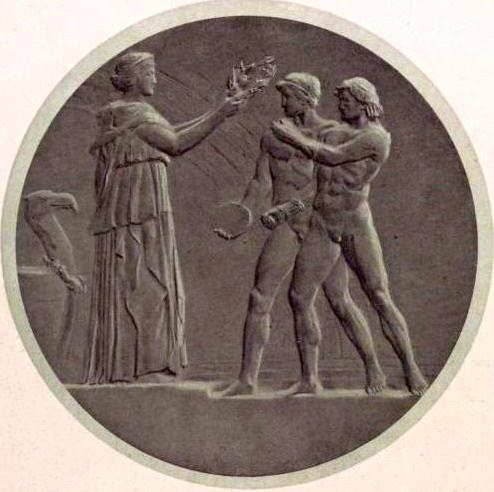
Медаль для победилей игр

| № | Команды      | 1   | 2   | 3   | 4   | В | Н | П | М      | О     |
| - | ------------ | --- | --- | --- | --- | - | - | - | ------ | ----- |
| 1 | Чехословакия |     | 4:1 | 8:2 | 3:2 | 3 | 0 | 0 | 15 — 5 | 1.000 |
| 2 | Бельгия      | 1:4 |     | 7:0 | 5:2 | 2 | 0 | 1 | 13 — 6 | 0.666 |
| 3 | США          | 2:8 | 0:7 |     | 5:4 | 1 | 0 | 2 | 7 — 19 | 0.333 |
| 4 | Канада       | 2:3 | 2:5 | 4:5 |     | 0 | 0 | 3 | 8 — 13 | 0.000 |

### Финал
Перед финалом обе команды были вынуждены произвести замены: французам после жесткого матча с итальянцами пришлось сменить пять игроков, сборной Чехословакии — двоих; при этом неожиданностью стал выход ударного форварда Антонина Янды на позицию защитника. Вначале удачливее были французы — они повели 2:0 после окончания первой трети игры. Но в дальнейшем инициативой прочно владели чехословацкие футболисты, сумевшие сразу отыграть один мяч и продолжавшие наращивать давление. Почти весь второй тайм обороне французов удавалось его сдерживать, но в самом конце игры вернувшийся в линию атаки Янда сумел дважды поразить ворота Шеригеса и принести победу своей команде.
| Чехословакия               | 3:2 | Франция                 |
| -------------------------- | --- | ----------------------- |
| - Ваник 31′ - Янда 84′ 90′ |     | - 12′ Дедье - 28′ Ренье |

| Чехословакия: Клапка - Янда, Поспишил - Влк, Фивебр, Кадя - Седлачек, Червены, Пилат, Ваник, Прошек Франция: Шеригес - Гамблен, Ланжено - Э.Девик, л'Эрмитт, П.Гастиже - Лесюр, Дедье, П.Николя, Ренье, М.Гастиже |

### Призеры[1][3]
| Золото | Серебро | 3/4 место | 3/4 место |
| Чехословакия Клапка, Рудольф Пейр, Франтишек Гойер, Антонин Поспишил, Мирослав Штайнер, Карел Лоос, Валентин Влк, Карел Фивебр, Антонин Пешек-Кадя, Карел Седлачек, Йозеф Янда-О́чко, Антонин Червены, Ярослав Пилат, Вацлав Ваник, Ян Прошек, Вацлав Джон Уильям Мэдден | Франция Шеригес, Пьер Гамблен, Люсьен Матье, Морис Ланжено, Еуген Югу, Франсуа л'Эрмитт, Рене, Гравелин, Морис Девик, Эмельен Гастиже, Пьер Лесюр, Анри Дарже, Поулан, Дедье, Поль Николя, Поль Ренье, Альбер Дюбли, Раймон Гастиже, Морис | Италия Терци Капра, Карло Де Веччи, Ренцо Ара, Гвидо Пароди, Джузеппе Каркано, Карло Чевенини, Луиджи Сарди, Энрико Сантамария, Аристодемо Асти, Джузеппе Рампини, Алессандро Аэби, Эрманно Бергамини, Анжело Тривеллини, Итало Леоне, Пьетро Рако, Сильвио Бинаски | Бельгия Деман, Жорж Швартебрукс, Арман Фербейк, Оскар Анс, Эмиль Фиренс, Андре Демоль, Жозеф Куппенс, Жозеф Ферстратен, Луи Фишлин, Робер Мишель, Жюль Ван де Вельде, Жаке Байлю, Феликс Мишель, Жорж Фламинк, Оноре Перло Ван дер Клот Ван дер Грахт Ван дер Стратен, Аугуст Верт, Фердинанд Эдуар де Лавелье |

## Галерея
|  |  |  |

## Комментарии
1. ↑  Многие французские газеты указали счет 5:1 (и авторов всех пяти чешских голов), но, согласно чешским источникам [12] и официальному бюллетню комитета игр[1] счет матча — 4:1.
2. ↑  В чешских источниках[12] Ваник указан автором одного из голов (при другом порядке их забития); в отчетах французской прессы  Ваника нет среди голеадоров, зато упоминаются Пилат и Прошек.
3. ↑  По данным французской периодики[13] и данным RSSSF, оба решающих гола чехословацкой сборной забил Янда; в чешских источниках [16] второй гол был забит на 82' Шеригесом в свои ворота, третий — Ваником на 88'